# Коэффициент Уолша
Коэффициент Уолша {\displaystyle W_{f}(u)} булевой функции {\displaystyle f} — это величина {\displaystyle \sum _{x\in F_{2}^{n}}(-1)^{f(x)+<u,x>}}, где {\displaystyle <a,b>=\sum _{i=1}^{n}a_{i}b_{i}}. Коэффициенты Уолша являются спектральной характеристикой булевой функции, то есть являются аналогом коэффициентов Фурье. 

## Вычисление коэффициентов Уолша
Коэффициенты Уолша могут быть вычислены за {\displaystyle O(n2^{n})} действий. Для этого нужно в начале проинициализировать массив {\displaystyle a}: {\displaystyle a[x]=(-1)^{f(x)}}. После чего для каждой координаты {\displaystyle i} и для каждой пары точек {\displaystyle x} и {\displaystyle y}, отличающихся по {\displaystyle i}-й координате, нужно заменить значения {\displaystyle a[x]} и {\displaystyle a[y]} на {\displaystyle a[x]+a[y]} и {\displaystyle a[x]-a[y]} (считаем, что у {\displaystyle x} {\displaystyle i}-й бит сброшен, а у {\displaystyle y} установлен). Окончательное состояние массива {\displaystyle a} и будет коэффициентами Уолша.

## Свойства коэффициентов Уолша
1. Формула обращения: {\displaystyle (-1)^{f(x)}=2^{-n}\sum _{u\in F_{2}^{n}}W_{f}(u)(-1)^{<u,x>}}.
2. Равенство Парсеваля: {\displaystyle \sum _{u\in F_{2}^{n}}W_{f}^{2}(u)=2^{2n}}.
3. Формула для автокорреляционных коэффициентов ({\displaystyle \Delta _{f}(u)=\sum _{x\in F_{2}^{n}}(-1)^{f(x)+f(x+u)}}): {\displaystyle \Delta _{f}(u)=-2^{n}+2^{1-n}\sum _{x\in F_{2}^{n},2|<x,u>}W_{f}^{2}(x)}.
4. Выражение коэффициентов Уолша через автокорреляционных коэффициенты: {\displaystyle W_{f}^{2}(x)=\sum _{u\in F_{2}^{n}}(-1)^{<x,u>}\Delta _{f}(u)}.
5. Формула для нелинейности булевой функции: {\displaystyle nl(f)=2^{n-1}-{\frac {1}{2}}\max _{u\in F_{2}^{n}}|W_{f}(u)|}.
6. Теорема Титсворта: {\displaystyle \sum _{u\in F_{2}^{n}}W_{f}(u)W_{f}(u+s)=0}. Вместе с равенством Парсеваля это тождество является необходимым и достаточным условием того, что набор коэффициетов Уолша задает какую-то булеву функцию.
7. Тождество Саркара: {\displaystyle \sum _{u\in F_{2}^{n},u\in w}W_{f}(u)=2^{n}-2^{|w|+1}wt(f_{w})}, где {\displaystyle u\in w} означает доминирование, то есть что все единичные биты {\displaystyle u} содержатся среди единичных битов {\displaystyle w}, {\displaystyle wt(f)} означает вес функции (количество наборов, на которых функция равна 1), {\displaystyle f_{w}} означает функцию полученную подстановкой вместо {\displaystyle x_{i}} нуля для всех {\displaystyle i} при которых {\displaystyle w_{i}=1}.